# Denis Manuel
Denis Manuel, bürgerlich Jacques-Élie Manuel, (* 15. Juli 1931 im 16. Arrondissement, Paris; † 9. Oktober 1993 im 5. Arrondissement, Paris) war ein französischer Synchronsprecher und Schauspieler.

## Leben
Denis Manuel wurde 1931 in 16. Arrondissement von Paris geboren.
Anfangs nahm er Theaterunterricht in Alenco, wo er in einer Druckerei arbeitete. 1958 hatte Manuel in dem Fernsehfilm Les tentations de La Fontaine seinen ersten Auftritt. 1963 bis 1966 erhielt er seine erste wiederkehrende Rolle in der Fernsehserie La caméra explore le temps.
Für den Fernsehfilm U Catenacciu schrieb er auch das Drehbuch.
Daneben wirkte er bei der französischen Synchronisation von zum Beispiel Der Pate, Die geheimnisvolle Insel, Midnight Express und Greystoke – Die Legende von Tarzan, Herr der Affen mit. 
Er war unter anderem im Gefängnis und ist Autor von zwei Büchern, darunter „Première rue à gauche“, in dem er von seinen Erfahrungen als Gefängnisbesucher schildert. 
Denis Manuel starb am 9. Oktober 1993 im Alter von 62 Jahren an einer Knochenkrankheit. 

## Filmografie
- 1958: Les tentations de La Fontaine (Fernsehfilm)
- 1961: Marceau ou Les enfants de la république (Fernsehfilm)
- 1961: Le massacre des innocents (Fernsehfilm)
- 1963–1966: La caméra explore le temps (Fernsehserie, 5 Folgen)
- 1964: À quoi rêvent les jeunes filles (Fernsehfilm)
- 1965: Les deux orphelines (Le due orfanelle)
- 1966: Verlorene Illusionen (Illusions perdues, Miniserie)
- 1966: Commedia (Fernsehserie, eine Folge)
- 1966: L’echantillon (Fernsehfilm)
- 1966: Le miroir à trois faces: Thaïs (Fernsehfilm)
- 1966: Der zweite Atem (Le Deuxième Souffle)
- 1967: Docteur Gundel (Fernsehfilm)
- 1967: Malican & Sohn, Detektive (Malican père et fils, Fernsehserie, Folge 1x12)
- 1967: En votre âme et conscience (Fernsehserie, eine Folge)
- 1967: L’espace d’une nuit (Fernsehfilm)
- 1968: Koenigsmark (Kœnigsmark, Fernsehfilm)
- 1969: Die Milchstraße (La Voie lactée)
- 1969: Jacquou, der Rebell (Jacquou le croquant, Miniserie, 3 Folgen)
- 1969: Verraten und verkauft (Zweiteiliger Fernsehfilm)
- 1970: D’Artagnan (Miniserie, Folge 1x03)
- 1970: La mort de Danton (Fernsehfilm)
- 1971: Die Dame von Monsoreau (La Dame de Monsoreau, Miniserie, 7 Folgen)
- 1972: L’Atlantide (Fernsehfilm)
- 1972: La tragédie de Vérone (Fernsehfilm)
- 1972: Lui (Fernsehfilm)
- 1972: Talleyrand ou Le sphinx incompris (Fernsehfilm)
- 1972: Das Attentat (L’Attentat)
- 1972: Der Mönch und die Frauen (Le Moine)
- 1973: Les Thibault (Miniserie, 3 Folgen)
- 1973: Graf Luckner (Les aventures du capitaine Luckner, Fernsehserie, Folge 2x13)
- 1973: Bezahlt wird in Marseille (Les Hommes)
- 1973: L’hiver d’un gentilhomme (Fernsehserie)
- 1973: Molière pour rire et pour pleurer (Miniserie)
- 1974: La passagère (Fernsehserie)
- 1974: Les Poules bleues de l’automne (Fernsehfilm)
- 1974: Die Grashüpfer (Les Faucheurs de marguerites, Miniserie, 3 Folgen)
- 1975: Le pain noir (Miniserie, 5 Folgen)
- 1975: Flic Story – Duell in sechs Runden (Flic Story)
- 1975: Monsieur Balboss
- 1976: Die Wahrheit hängt an einem Faden (La vérité tient à un fil, Webserie, 9 Folgen)
- 1976: Le siècle des lumières (Fernsehfilm)
- 1976: Emanuela 77 (La Marge)
- 1976, 1980: Messieurs les jurés (Fernsehserie, 2 Folgen)
- 1977: Le portrait de Dorian Gray
- 1978: Ce diable d’homme (Miniserie, 6 Folgen)
- 1978: La vierge folle (Fernsehfilm)
- 1978: L’honorable société (L’ Honorable Societe)
- 1978–1988: Les dossiers de l’écran (Fernsehserie, 5 Folgen)
- 1979: Le jeune homme vert (Miniserie, 2 Folgen)
- 1979: The City of Silences (La Ville des Silences)
- 1979, 1988: Cinéma 16 (Fernsehserie, 2 Folgen)
- 1980: Médecins de nuit (Fernsehserie, Folge 2x07)
- 1980: Sonnenpferde (Les Chevaux Du Soleil, Fernsehserie, 4 Folgen)
- 1980: À deux pas de la mer (Fernsehfilm)
- 1981: Vilar… Jean (Fernsehfilm)
- 1981: La ville noire (Fernsehfilm)
- 1982: Les amours des années grises (Fernsehserie, eine Folge)
- 1983: T’es heureuse? Moi, toujours…
- 1983: U Catenacciu (Fernsehfilm)
- 1983: Le cimetière des voitures (Fernsehfilm)
- 1983: La derelitta
- 1983: Quelques hommes de bonne volonté (Miniserie, 6 Folgen)
- 1983: Bel ami (Miniserie, 2 Folgen)
- 1983–1984: Maigret (Les Enquêtes du commissaire Maigret, Fernsehserie, 2 Folgen)
- 1987: Grand Guignol
- 1987: Race for the Bomb (Miniserie, 3 Folgen)
- 1988: Le chevalier de Pardaillan (Fernsehserie)
- 1988: Phèdre (Fernsehfilm)
- 1988: Alice
- 1989: Une fille d’Ève (Fernsehfilm)
- 1990: Le malade imaginaire (Fernsehfilm)
- 1991: La femme des autres (Fernsehfilm)
- 1992: Puissance 4 (Fernsehserie, Folge 1x06)
- 1993: Pétain (Petain)